# Makkah (vùng)
Vùng Makkah hay Vùng Mecca (tiếng Ả Rập: مكة المكرمة Makkah l-Mukarramah ) là vùng (mintaqah) đông dân nhất tại Ả Rập Xê Út. Vùng này nằm tại miền tây của đất nước và có đường bờ biển trải dài. Vùng có diện tích 153.128 km² và dân số đạt 6.915.006 (điều tra năm 2010). Thủ phủ của vùng là Mecca (còn được chuyển tự thành Makkah), đây là thành phố linh thiêng nhất trong Hồi giáo. Thành phố lớn nhất trong vùng là Jeddah, là thành phố cảng chính của Ả Rập Xê Út. Thành phố lớn thứ ba là Taif.
Thống đốc
Các thống đốc của vùng Makkah từ khi thành lập Vương quốc Ả Rập Xê Út:
- Khalid bin Mansour bin Lowaay (1924)
- Mohammed bin Abdurrahman bin Faisal Al Saud (1924–1925)
- Faisal (1925–1958)
- Abdullah bin Saud (1960)
- Abdullah Al Faisal (1963–1968)
- Mutaib bin Abdulaziz (1958–1961)
- Mishaal bin Abdulaziz (1963–1971)
- Fawwaz bin Abdulaziz (1971–1980)
- Majid bin Abdulaziz (1980–1999)
- Abdul Majeed bin Abdulaziz (1999–2007)
- Khalid Al Faisal (2007–2013)
- Mishaal bin Abdullah Al Saud (2013–2015)
- Khalid Al Faisal (2015–) Quốc vương Salman tái bổ nhiệm

Các tỉnh
Vùng Makkah được chi thành 12 tỉnh (cùng dân số năm 2010):
- Al Jumum (92.222)
- Al Kamil (21.419)
- Al Khurmah (42.223)
- Al-Lith (128.529)
- Al Qunfidhah (272.424)
- Ta'if (987.914)
- Jeddah (3.456.914)
- Khulays (56.687)
- Makkah Al Mukarramah (1.675.368)
- Rabigh (92.072)
- Ranyah (45.942)
- Turubah (43.947)

## Liêu kết ngoài
- Trang tin chính thức vùng Makkah Lưu trữ ngày 31 tháng 1 năm 2010 tại Wayback Machine
- Lữ hành qua vùng Makkah, Splendid Arabia:
- Đại học Umm Al Qura tại Makkah Lưu trữ ngày 18 tháng 11 năm 2009 tại Wayback Machine